# Долич, Бен
Беньямин Долич (род. 4 мая 1997 года; более известный как Бен Долич) — словенский певец. Приобрёл популярность в Германии после участия в восьмом сезоне «Голоса Германии». Должен был представлять Германию на конкурсе песни Евровидение-2020 в Роттердаме, Нидерланды, с песней «Violent Thing».

## Карьера

### Ранняя карьера
В возрасте 12 лет Долич являлся участником шоу Slovenija ima talent, в котором он добрался до полуфинала. Учась в средней школе, стал частью группы D Base. Вместе с группой он принимал участие в EMA 2016, словенском отборе на Евровидение-2016, с песней «Spet živ», с которой они не вышли в суперфинал. В 2018 году Долич принял участие в восьмом сезоне «Голоса Германии». Он занял второе место после победителя Сэмюэля Рёша.

### Евровидение-2020
27 февраля 2020 года немецкая телекомпания ARD объявила, что Долич был выбран на внутреннем отборе, чтобы представить Германию на конкурсе песни Евровидение-2020 в Роттердаме, Нидерланды, с песней «Violent Thing», однако позже конкурс отменили из-за пандемии.

## Дискография

### Синглы
| Название                   | Год  | Альбом |
| -------------------------- | ---- | ------ |
| «Violent Thing»            | 2020 | N/A    |
| «Stuck in My Mind»         | 2021 | N/A    |
| «Kissing Her, Missing You» | 2022 | N/A    |
| «Breakaway»                | 2022 | N/A    |
| «Come By»                  | 2022 | N/A    |
| «Headspace»                | 2023 | N/A    |
| «How I'm Feeling»          | 2023 | N/A    |